# Stroik (technika mikrofal)

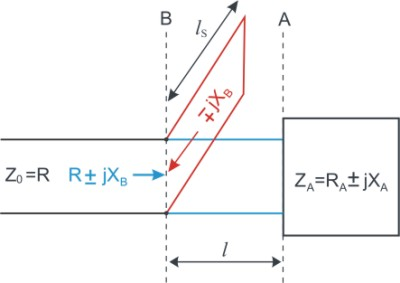
Zasada dopasowania za pomocą pojedynczego stroika

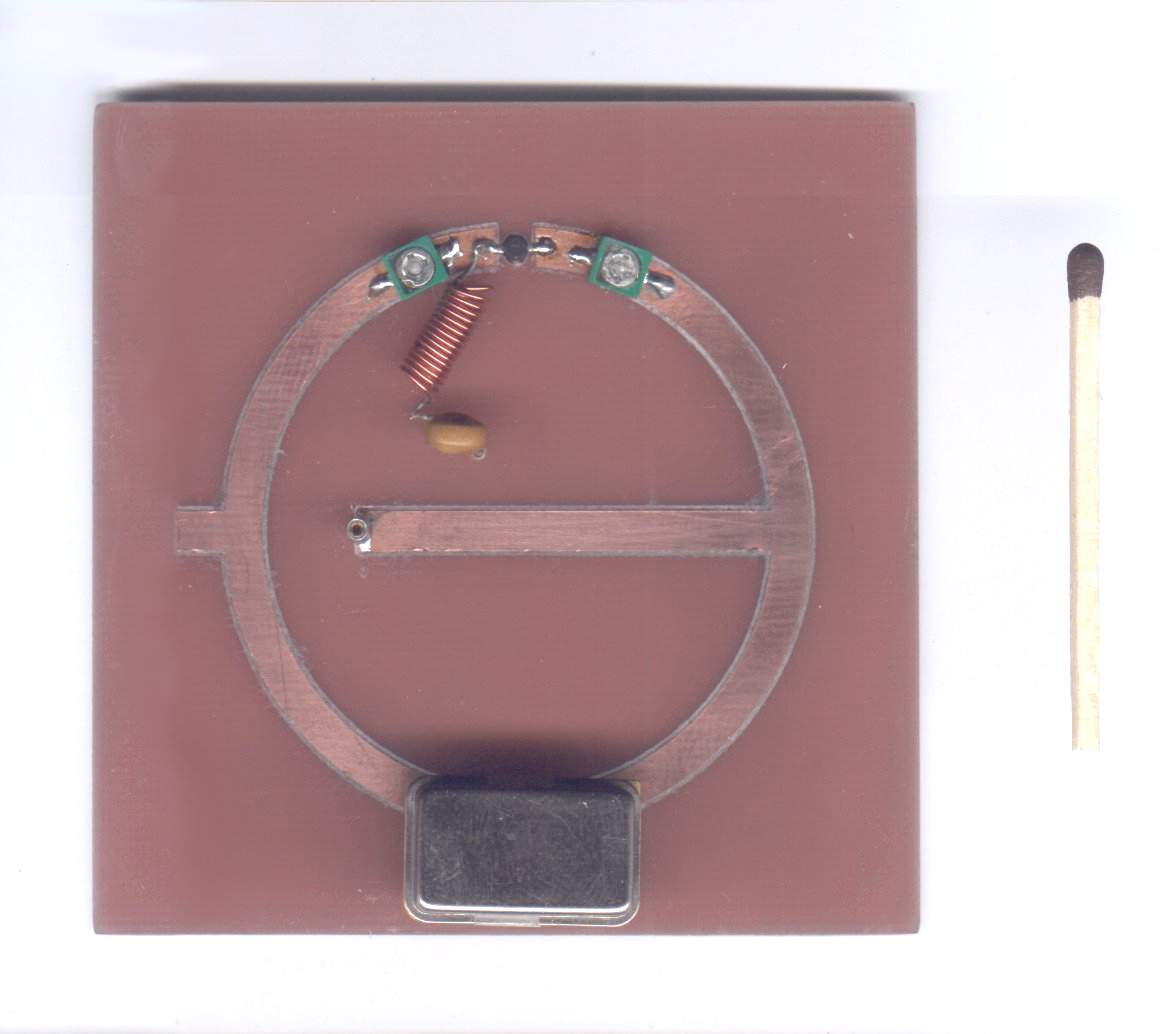
Oscylator z akustyczną falą powierzchniową zrealizowany w technice linii długich (tu niesymetrycznych linii paskowych). Widoczne dwa stroiki: krótszy rozwarty na końcu realizujący dopasowanie i dłuższy zwarty na końcu pełniący rolę filtru

Stroik ( stub) - odcinek linii transmisyjnej zwarty lub rozwarty na końcu i równolegle dołączony do obwodu. Zadaniem stroika jest przetransformowanie końcowego zwarcia lub rozwarcia na odpowiednią wartość susceptancji (reaktancji), która w miejscu jego dołączenia jest wnoszona do obwodu.
Przykład zastosowania stroika widoczny jest na rysunku obok. Zespolona impedancja obciążenia w odpowiedniej odległości l (po przetransformowaniu z płaszczyzny A do płaszczyzny B) „widziana” jest jako impedancja z częścią rzeczywistą równą impedancji charakterystycznej linii R=Z0 (zwykle rzeczywistej). W tym miejscu realizacja dopasowania wymaga jedynie kompensacji reaktancji (części urojonej impedancji), którą osiąga się za pomocą stroika wnoszącego do obwodu reaktancję przeciwną. 
Z uwagi na równoległe włączanie stroika, dla wygody opisu, częściej stosuje się konwencję odwrotności reaktancji i impedancji tj. pojęcia odpowiednio susceptancji i admitancji.
Reaktancja wnoszona przez stroik zależy od jego długości lS, częstotliwości pracy układu oraz tego czy jest on zwarty czy też rozwarty na końcu (ew. zakończony określoną reaktancją skupioną). Stroik wnosi pożądaną reaktancję tylko dla określonej częstotliwości. Dopasowanie w szerszym zakresie częstotliwości osiąga się zwykle przy zastosowaniu większej liczby stroików lub specjalnej geometrii. Z racji zależności częstotliwościowej stroik może być także wykorzystywany jako filtr pasmowy.
Własności stroików są często wykorzystywane w technice linii paskowych (prostota wykonania). 
Przykład zastosowania prezentuje poniższa fotografia. 